# Dietrich Ernst op dem Hamme gen. von Schoeppingk
Dietrich Ernst op dem Hamme gen. von Schoeppingk (russisch: Дитрих Эрнст фон Шёппинг, * 6. Juli 1749 auf Bornsmünde; † 1. Juni 1818 in Mitau) war ein deutsch-baltischer Adeliger, Gutsherr, kurländischer Landespolitiker und russischer Staatsmann.

## Leben

### Herkunft und Familie
Dietrich Ernst stammte aus dem Uradelsgeschlecht op dem Hamme gen. von Schoeppingk, seine Vorfahren kamen um ca. 1550 in das Baltikum und lebten über 400 Jahre auf dem Gutshof Bornsmühle. Sein Vater war der Mannrichter und Herr auf Bornsmünde Friedrich Wilhelm op dem Hamme gen. von Schoeppingk (1709–1788), der mit Ernestine von Bonninghausen-Budberg (1725–1808) verheiratet war.
Dietrich Ernst heiratet im Jahre 1778 Elisabeth von Stackelberg (1760–1837), ihre Söhne waren Magnus Friedrich op dem Hamme gen. von Schoeppingk (1779–1855), russischer Geheimrat und Otto Friedrich op dem Hamme gen. von Schoeppingk (1790–1874), russischer Generalmajor.

### Werdegang
Dietrich Ernst op dem Hamme gen. von Schoeppingk studierte von 1776 bis 1770 an der Leipziger Universität. Danach unternahm er für zwei Jahre eine Bildungsreise nach Deutschland, Frankreich und in die Schweiz. Er kehrte dann in das Herzogtum Kurland und Semgallen zurück und begann seine politische Laufbahn.
Zunächst wurde er in mehreren Landtagsperioden zum Abgeordneter gewählt, von 1783 bis 1788 war er Hauptmann von Bauska und von 1788 bis 1794 Oberhauptmann in Tukums. 1787 folgte er seinem Vater als Gutsbesitzer von Bornsmünde und leitete ab 1818 den Fideikommiss von Bornsmünde. Von 1794 bis 1796 war er der letzte Landmarschall und damit Vorsitzender des Landtages des Herzogtums Kurland und Semgallen. Danach wurde das Herzogtum aufgelöst und vom Kaiserreich Russland vereinnahmt. 1795 begleitete er Herzog Peter von Biron (1724–1800) zur Abdankung nach Sankt Petersburg. 1796 verweilte er in Deutschland. Von 1797 bis 1803 bekleidete er das Amt des Oberburggrafen von Mitau und leitete den Obergerichtshof in Mitau. 1800 wurde er zum russischen Geheimrat ernannt. Letztlich wurde er 1812 zum Berater der Herzogin Dorothea von Kurland (1761–1821) berufen worden und beriet diese in ihren Regierungsgeschäften von Kurland.
Er gehörte dem gemäßigten Adelsflügel an und war politischer Gegner von Otto Hermann von der Howen (1740–1806). Er erließ für seine Bauern und dem Gutsherren eine Bauernverordnung seiner Güter und war bestrebt die Beziehungen zwischen den Gutsherren und den Bauern zu liberalisieren. Er verfasste den „Aufsatz, Betreffend die kurländischen Landschaftsschulden“. Für seine Verdienste wurde er 1787 mit dem Sankt-Stanislaus-Orden und 1803 mit dem Russischen Orden der Heiligen Anna (1. Klasse) ausgezeichnet.